# 小克利夫頓·柯林斯
小克利夫頓·柯林斯（英語：Clifton Craig Collins, Jr.，1970年6月16日—）是美國的一位演員。他出生在洛杉磯，祖父也是一位演員。他是德國人和墨西哥人的後裔。